# The Beatles: Get Back
«The Beatles: Get Back» («Битлз: Вернись», по названию песни Get Back) — документальный фильм (мини-сериал) режиссёра и продюсера Питера Джексона, посвящённый истории записи альбома Let It Be британской рок-группой The Beatles и основанный на ранее не издававшихся видеозаписях.
Премьера фильма, отложенная из-за пандемии COVID-19, прошла на канале Disney+ с 25 по 27 ноября 2021 года. Фильм был разбит на три части, общая его длительность составила около 8 часов.

## История создания
30 января 2019 года, в 50-ю годовщину «Концерта на крыше», последнего выступления «Битлз», Питер Джексон объявил о своём намерении снять документальный фильм о записи альбома «Битлз» Let It Be 1970 года. Как и в случае предыдущей работы режиссёра, документального фильма о солдатах Первой мировой войны «Они никогда не станут старше», фильм о «Битлз» основан на большом объёме ранее не издававшегося материала — около 55 часов видео- и 140 часов аудиозаписей. Одной из задач, которую поставили перед собой Джексон и его команда, — по-новому взглянуть на тот период в истории «Битлз», который традиционно считается омрачённым конфликтами между участниками группы. Значительная часть видеозаписей была в своё время записана для фильма «Пусть будет так», вышедшего в 1970 году.
Помимо съёмочной группы, в работе над фильмом приняли участие ныне здравствующие «битлы» Пол Маккартни и Ринго Старр, а также вдовы Джона Леннона и Джорджа Харрисона — Йоко Оно и Оливия Харрисон. Пол Маккартни сказал: «Я действительно очень рад, что Питер решил погрузиться в архивы, чтобы сделать правдивый фильм о совместной записи „Битлз“»,  тогда как Ринго Старр высказался по поводу периода, отражённого в фильме, следующим образом: «Тогда на протяжении многих часов мы просто смеялись и играли музыку, это было совсем не так, как в ранее вышедшем фильме. Было много веселья, и я надеюсь, что Питер покажет это».

## Выпуск
11 марта 2020 года Walt Disney Studios объявили о покупке прав на международную дистрибуцию будущего документального фильма, получившего название The Beatles: Get Back. Выпуск фильма был первоначально запланирован Walt Disney Studios Motion Pictures на 4 сентября 2020 года, с премьерой в США и Канаде. Однако 12 июня, в связи с пандемией коронавируса, выход фильма был отложен до 27 августа 2021 года.
20 декабря 2020 года на Ютьюб-канале The Beatles была выложена 6-минутная запись, в которой Питер Джексон рассказывает о будущем фильме, а также представляет фрагменты из него, которые идут под песню Get Back. Режиссёр сообщил также, что в данный момент смонтирована примерно половина фильма.
В июне 2021 года стало известно, что фильм выйдет позже, а именно с 25 по 27 ноября, причём премьера будет разбита на три дня, в каждый из который будет представлена одна часть фильма (каждая часть длится более двух часов).
12 июля 2022 года фильм вышел на DVD и Blu-ray.

## Отзывы
Виктор Давыдов (Meduza) считает, что с исторической точки зрения Питер Джексон проделал добросовестную работу, избегая «отбеливания» и не обходя запретные темы, хотя — с развлекательной точки зрения — людям, мало интересующимся «Битлз», будет трудно досмотреть даже первую серию; в целом же «фильм доказывает, что, несмотря на бесспорно существовавшие противоречия и приближающийся распад, „Битлз“ были всё равно очень близки, любили друг друга и были способны вместе создавать потрясающую музыку». Сергей Князев («СоюзКино») отмечает, что, хотя атмосфера «The Beatles: Get Back» выгодно отличается от того, что показано в «Пусть будет так», она не является попыткой «затушевать „тёмную сторону“ тех январских дней».
Артём Макарский (The Village) счёл, что фильм оправдывает свой хронометраж: «То, что в художественных фильмах о музыкантах обычно показывается за три минуты, здесь растянуто на несколько часов — и это путь через пробы и ошибки, через отбрасывание неподходящего и возвращение к забытому, через заходы в тупик и смены направления». Рецензент отметил, что первая серия является самой выматывающей из трёх, но после перехода группы в студию Apple Corps и с появлением на репетициях Билли Престона дело «идёт куда быстрее — с куда большим количеством шуток и более дружелюбной атмосферой».
Дмитрий Самойлов («Газета.ru») и Александр Кан (BBC News) отметили, что фильм во многом развенчивает миф о причастности Йоко Оно к распаду «Битлз» — «удивительным образом в этом фильме она выступает как скромное и тихое создание — её почти не заметно, несмотря на то, что её довольно много на экране. А вот что действительно постепенно разрушает эту группу — вполне естественные творческие конфликты».
По мнению Бориса Барабанова («КоммерсантЪ»), «несмотря на то что иконический лоск с героев „The Beatles: Get Back“ почти стёрт, они всё равно выглядят выразителями вневременных общечеловеческих проблем»: «Все беды в мире происходят из-за того, что люди не умеют договариваться. Не умеют потому, что несовершенны, причём даже те, кого объявили классиками при жизни».